# Liên đoàn Tự do Dân sự Mỹ
Liên đoàn Tự do Dân sự Mỹ (tiếng Anh: American Civil Liberties Union, viết tắt ACLU) là một tổ chức phi đảng phái, phi lợi nhuận  cho biết nhiệm vụ của tổ chức là "để bảo vệ và giữ gìn các quyền và tự do cá nhân đảm bảo cho mọi người ở đất nước này theo Hiến pháp và pháp luật của Hoa Kỳ. "  Nó hoạt động thông qua tố tụng, vận động hành lang, và trao quyền cho cộng đồng. Được thành lập vào năm 1920 bởi Roger Baldwin, Crystal Eastman, Walter Nelles, Morris Ernst, Albert DeSilver, Arthur Garfield Hays, Jane Addams, Felix Frankfurter, và Elizabeth Gurley Flynn, ACLU đã có hơn 500.000 thành viên và ngân sách hàng năm hơn 100 triệu $. các chi nhánh địa phương của ACLU đang hoạt động tại tất cả 50 tiểu bang và Puerto Rico. ACLU cung cấp trợ giúp pháp lý trong các trường hợp khi xét thấy quyền tự do dân sự đang bị đe dọa. Hỗ trợ pháp lý từ ACLU có thể mang hình thức đại diện pháp lý trực tiếp hoặc chuẩn bị bày tỏ các lập luận pháp lý khi một công ty luật đã đại diện.
Khi ACLU được thành lập vào năm 1920, trọng tâm của nó là về tự do ngôn luận, ban đầu chủ yếu cho những người biểu tình chống chiến tranh. Trong những năm 1920, ACLU mở rộng phạm vi hoạt động của nó bao gồm việc bảo vệ quyền tự do ngôn luận của các nghệ sĩ và các công nhân đình công, và làm việc với Hiệp hội quốc gia vì sự tiến bộ của người da màu (NAACP) để giảm kỳ thị chủng tộc và phân biệt đối xử. Trong những năm 1930, ACLU bắt đầu tham gia vào việc đấu tranh chống hành vi sai trái của cảnh sát và cho quyền người Mỹ bản địa. Hầu hết các trường hợp của ACLU đến từ đảng Cộng sản và Nhân chứng Jehovah. Năm 1940, lãnh đạo ACLU đã bị liên lụy đến vụ Red Scare, và bỏ phiếu để loại trừ những người Cộng sản từ vị trí lãnh đạo của mình. Trong Thế chiến II, ACLU bảo vệ công dân Mỹ gốc Nhật Bản, không thành công trong cố gắng để ngăn chặn việc tái định cư cưỡng chế họ đến các trại tập trung. Trong thời kỳ Chiến tranh Lạnh, trụ sở trung ương ACLU bị thống trị bởi thành phần chống Cộng, nhưng nhiều chi nhánh địa phương bảo vệ các thành viên của Đảng Cộng sản.
Đến năm 1964, con số thành viên đã lên tới 80.000, và ACLU tham gia vào các nỗ lực để mở rộng quyền tự do dân sự. Trong những năm 1960, ACLU tiếp tục nỗ lực trong nhiều thập kỷ dài để thực thi tách rời giáo hội và nhà nước. Nó bảo vệ một số nhà hoạt động chống chiến tranh trong cuộc chiến tranh Việt Nam. ACLU đã tham gia trong trường hợp Miranda, giải quyết hành vi sai trái của cảnh sát trong các cuộc thẩm vấn; và trong trường hợp New York Times, trong đó thành lập những bảo vệ mới cho báo chí đưa tin về các hoạt động của chính phủ. Trong những năm 1970 và 1980, ACLU đã mạo hiểm vào lĩnh vực pháp luật mới, bảo vệ người đồng tính, sinh viên, các tù nhân, và người nghèo. Trong thế kỷ XXI, ACLU đã đấu tranh chống lại việc giảng dạy thuyết tạo hóa (creationism) trong các trường công và thách thức một số quy định của pháp luật về chống khủng bố, vi phạm về quyền riêng tư và tự do dân sự.
Ngoài việc đại diện cho các cá nhân và tổ chức trong các vụ kiện, ACLU vận động hành lang cho các chính sách đã được thành lập bởi ban giám đốc của nó. Các lập trường hiện tại của ACLU bao gồm: phản đối án tử hình; hỗ trợ hôn nhân đồng giới và quyền của người đồng tính nhận nuôi; hỗ trợ kiểm soát sinh đẻ và quyền phá thai; loại bỏ phân biệt đối xử đối với phụ nữ, dân tộc thiểu số, và những người LGBT; ủng hộ quyền của tù nhân và phản đối tra tấn; và phản đối chính phủ ưu tiên cho tôn giáo so với phi tôn giáo, hay cho một số tôn giáo riêng biệt so với những tôn giáo khác.
Về mặt pháp lý, ACLU gồm hai tổ chức phi lợi nhuận riêng biệt nhưng liên kết chặt chẽ: American Civil Liberties Union, tổ chức phúc lợi xã hội, và ACLU Foundation, một tổ chức từ thiện công cộng. Cả hai tổ chức tham gia vào vụ kiện dân quyền, vận động, giáo dục, nhưng chỉ những đóng góp cho ACLU Foundation được khấu trừ thuế, và chỉ có American Civil Liberties Union có thể tham gia vào vận động hành lang chính trị không giới hạn. Hai tổ chức chia sẻ văn phòng và nhân viên.

## Những năm đầu tiên

### Thời kỳ CLB

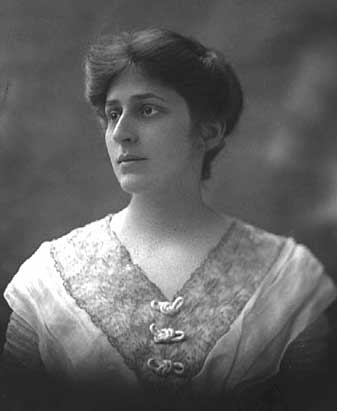
Crystal Eastman là một trong những người cùng sáng lập CLB, tiền thân của ACLU

ACLU phát triển từ Văn phòng tự do dân sự quốc gia (CLB), được đồng sáng lập vào năm 1917 trong cuộc Đại chiến bởi Crystal Eastman, một nhà luật sư hoạt động, và Roger Nash Baldwin. Trọng tâm của CLB là về tự do ngôn luận, chủ yếu là phát biểu chống chiến tranh, và hỗ trợ những đối tượng vì lương tâm không muốn phục vụ trong Thế chiến I.
Ba quyết định của Tòa án Tối cao Hoa Kỳ vào năm 1919 mỗi cái xác nhận bản án theo pháp luật đối với một số loại phát biểu chống chiến tranh. Năm 1919, Tòa án xác nhận bản án của nhà lãnh đạo Đảng Xã hội chủ nghĩa Charles Schenck vì cho xuất bản văn học chống chiến tranh. Trong vụ án Debs chống lại Hoa Kỳ, tòa án cũng xác nhận bản án của Eugene Debs. Trong khi Tòa án xác nhận bản án lần thứ ba trong vụ Abrams chống lại Hoa Kỳ, thẩm phán Oliver Wendell Holmes đã viết một bất đồng quan điểm quan trọng mà đã dần dần được hấp thụ như một nguyên tắc Mỹ: ông kêu gọi tòa án hãy coi tự do ngôn luận là một quyền cơ bản, mà nên giới hạn tối đa sự hạn chế.
Năm 1918 Crystal Eastman từ chức do các vấn đề sức khỏe. Sau khi gánh vác vai trò lãnh đạo duy nhất của CLB, Baldwin khẳng định rằng tổ chức nên được tổ chức lại. Ông muốn thay đổi trọng tâm của tổ chức từ các vụ kiện sang các hành động trực tiếp và giáo dục công chúng.
Các nhà giám đốc CLB tán thành, và vào ngày 19 tháng 1 năm 1920, họ thành lập một tổ chức dưới một cái tên mới, American Civil Liberties Union. Mặc dù một số ít các tổ chức khác của Hoa Kỳ vào lúc đó tập trung vào các quyền dân sự, chẳng hạn như Hiệp hội quốc gia vì sự tiến bộ của người da màu (NAACP) và Anti-Defamation League (ADL), ACLU là tổ chức đầu tiên mà không đại diện cho một nhóm người cụ thể nào, hoặc một chủ đề duy nhất. Giống như CLB, NAACP theo đuổi kiện tụng để làm việc về các quyền dân sự, bao gồm cả những nỗ lực để lật đổ các hạn hẹp về quyền bầu cử của người Mỹ gốc Phi ở miền Nam đã diễn ra kể từ đầu thế kỷ này.
Trong những thập kỷ đầu tiên của ACLU, Baldwin tiếp tục là nhà lãnh đạo của tổ chức. Uy tín và sự hoạt động tích cực của ông thu hút được nhiều người ủng hộ cho hội đồng quản trị và các cấp bậc lãnh đạo ACLU. Baldwin có đời sống khổ hạnh, ăn mặc quần áo may sẵn rẻ tiền, sống tiết kiệm, và sống nhờ vào một mức lương rất nhỏ. ACLU được điều khiển bởi một ủy ban điều hành, nhưng nó không thực sự dân chủ hay bình đẳng. Cơ sở của ACLU ở New York là do nó bị chi phối bởi những người từ thành phố và tiểu bang. Hầu hết các nguồn tài trợ ACLU đến từ tổ chức từ thiện, như Quỹ Garland.

### Thời kỳ tự do ngôn luận

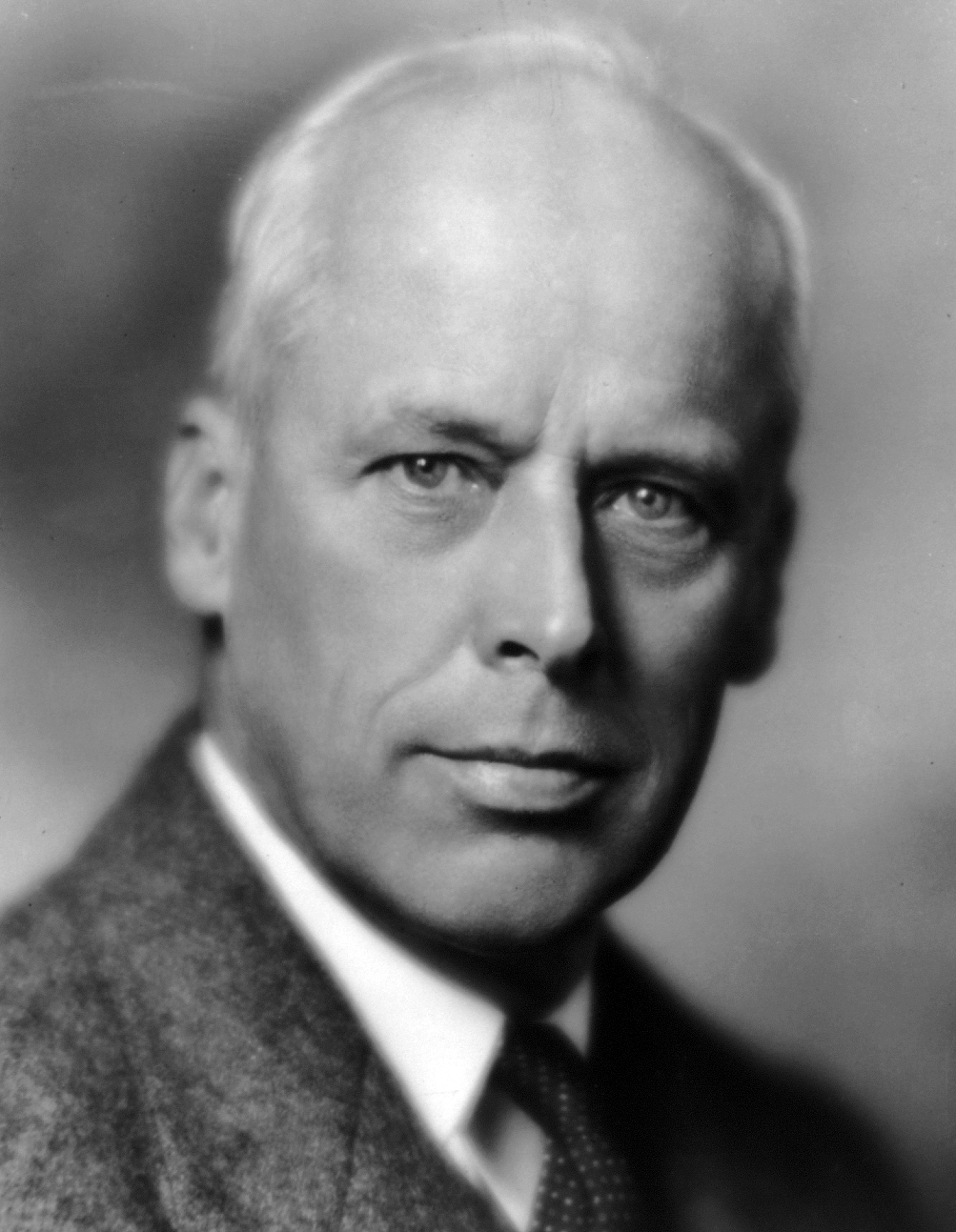
Norman Thomas là một trong những lãnh tụ đầu tiên của ACLU

Trong những năm 1920, việc chính phủ kiểm duyệt rất phổ biến. Tạp chí cũng thường xuyên bị tịch thu theo luật Comstock chống tục tĩu; Giấy phép cho các cuộc lao động biểu tình thường bị từ chối; Hầu như tất cả văn học chống chiến tranh hay chống chính phủ bị đặt ra ngoài vòng pháp luật. Bảo thủ cánh hữu nắm giữ một số lớn quyền lực, và các nhà hoạt động thúc đẩy tổ chức công đoàn, chủ nghĩa xã hội, hoặc cải cách chính phủ thường bị tố cáo như là không phải người Mỹ hay không yêu nước. Trong một trường hợp điển hình trong năm 1923, tác giả Upton Sinclair bị bắt vì cố gắng đọc tu chính án hiến pháp đầu tiên trong một cuộc biểu tình của Industrial Workers of the World.
Lãnh đạo ACLU không thống nhất về cách đối phó với các hành vi vi phạm quyền công dân. Một phe, bao gồm Baldwin, Arthur Hays Garfield và Norman Thomas, tin rằng, hành động trực tiếp, tranh đấu là con đường tốt nhất. Hays là người đầu tiên trong nhiều luật sư thành công mà từ bỏ công việc riêng của mình để làm việc cho ACLU. Một nhóm khác, bao gồm Walter Nelles và Walter Pollak cảm thấy rằng vụ kiện được đưa đến Tòa án tối cao là cách tốt nhất để đạt được sự thay đổi. Cả hai nhóm làm việc song song, nhưng đều tôn trọng Tuyên ngôn Nhân quyền và Hiến pháp Hoa Kỳ.
Trong những năm 1920, trọng tâm chính của ACLU là về tự do ngôn luận nói chung và đặc biệt về tự do phát biểu trong phong trào lao động. Bởi vì hầu hết các nỗ lực của ACLU liên hệ với phong trào lao động, chính ACLU bị tấn công nặng nề từ các nhóm bảo thủ, như American Legion, Liên đoàn Dân sự Quốc gia (National Civic Federation) và Hiệp hội Quốc phòng Công nghiệp và hội Yêu nước Đồng minh.
Ngoài lãnh vực lao động, ACLU cũng lãnh đạo các nỗ lực trong khu phi lao động, ví dụ, việc thúc đẩy tự do ngôn luận trong các trường công. Chính ACLU bị cấm nói chuyện tại các trường công ở New York vào năm 1921. ACLU, làm việc với NAACP, cũng hỗ trợ các trường hợp phân biệt chủng tộc. ACLU bảo vệ tự do ngôn luận bất kể các ý kiến đó có được tán thành hay không. Ví dụ, các thành phần phản động, chống Công giáo, chống người da đen như Ku Klux Klan (KKK) là một mục tiêu thường xuyên của những nỗ lực ACLU, nhưng ACLU bảo vệ quyền của KKK tổ chức cuộc họp vào năm 1923. Có một số quyền công dân mà ACLU đã không nỗ lực để bảo vệ trong những năm 1920, trong đó có sự kiểm duyệt của các vấn đề nghệ thuật, các vấn đề chính phủ tìm kiếm và tịch thu, quyền riêng tư, hoặc nghe lén.
Đảng Cộng sản của Hoa Kỳ đã thường xuyên bị sách nhiễu và đàn áp bởi các quan chức chính phủ, khiến cho nó trở thành khách hàng chính của ACLU. Những người cộng sản đã rất tích cực trong chiến thuật của họ, thường xuyên tham gia vào các hành vi bất hợp pháp hoặc phi đạo đức, và điều này đã dẫn đến các xung đột thường xuyên giữa những người Cộng sản và ACLU. Các nhà lãnh đạo Cộng sản thường xuyên tấn công ACLU, đặc biệt là khi ACLU lên tiếng bảo vệ quyền tự do ngôn luận của những người bảo thủ. mối quan hệ khó chịu này giữa hai nhóm tiếp tục trong nhiều thập kỷ.

### Vụ án Scopes
Đến năm 1925 - 5 năm sau khi ACLU hình thành - tổ chức hầu như không có thành công gì để hiển thị cho những nỗ lực của mình Điều đó đã thay đổi vào năm 1925, Khi ACLU thuyết phục John T. Scopes thách thức pháp luật chống tiến hóa Tennessee trong vụ án Scopes. Clarence Darrow, một thành viên của Ủy ban Quốc gia ACLU, đứng đầu nhóm nghiên cứu pháp lý Scopes. Công tố đoàn, do William Jennings Bryan hướng dẫn, tranh luận rằng Kinh Thánh phải được hiểu theo nghĩa đen trong giảng dạy thuyết sáng tạo trong trường. ACLU thua kiện và Scopes bị phạt $ 100. Tòa án Tối cao Tennessee sau đó tuy duy trì luật lệ nhưng lật đổ bản án vì lý do kỹ thuật.
Phiên án Scopes là một quan hệ công chúng thành công đáng kể đối với ACLU. ACLU trở nên nổi tiếng trên khắp nước Mỹ, và vụ này dẫn đến sự tán thành đầu tiên của ACLU bởi một tờ báo lớn của Hoa Kỳ. ACLU tiếp tục chiến đấu cho sự tách biệt giữa nhà thờ và nhà nước trong các phòng học, thập niên này qua thập niên khác, bao gồm vụ án McLean v. Arkansas 1982 và Kitzmiller v. Trường Quận Dover 2005.

### Những chiến thắng đầu tiên
Các lãnh đạo các ACLU có ý kiến khác nhau về các chiến thuật tốt nhất nên sử dụng để thúc đẩy các quyền tự do dân sự. Felix Frankfurter cảm thấy pháp luật là giải pháp lâu dài tốt nhất, bởi vì Tòa án Tối cao có thể không (và - theo ý kiến của ông - không nên) uỷ quyền giải thích tự do về Tuyên ngôn Nhân quyền. Nhưng Walter Pollack, Morris Ernst, và các nhà lãnh đạo khác cảm thấy rằng các quyết định của Tòa án Tối cao là con đường tốt nhất để đảm bảo các quyền tự do dân sự. Một loạt các quyết định của Tòa án tối cao trong các năm 1920 báo trước bầu không khí quốc gia đang thay đổi; cảm xúc chống cấp tiến đã giảm dần, và đã có một sự tự nguyện phát triển để bảo vệ tự do ngôn luận và hội họp thông qua quyết định của tòa án.

### Tự do ngôn luận

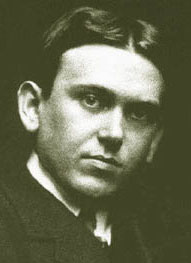
ACLU biện hộ cho H. L. Mencken khi ông ta bị bắt vì phân phát sách cấm.

Chế độ kiểm duyệt phổ biến trong những năm đầu thế kỷ 20. Pháp luật Nhà nước và pháp lệnh thành phố thường xuyên đưa những phát biểu coi là khiêu dâm hoặc xúc phạm ra ngoài vòng pháp luật, và cấm các cuộc họp hay văn học mà cổ võ cho công đoàn, hay tổ chức lao động. Bắt đầu từ năm 1926, ACLU bắt đầu mở rộng các hoạt động tự do ngôn luận của mình bao gồm sự kiểm duyệt của nghệ thuật và văn học. Trong năm đó, H. L. Mencken cố tình phạm luật Boston bằng cách phân phối các bản sao của tạp chí Mỹ của mình bị cấm American Mercury; ACLU bảo vệ ông và đạt được một tuyên bố trắng án. ACLU tiếp tục đạt thêm chiến thắng, bao gồm cả vụ án đánh dấu một bước tiến United States v. One Book Called Ulysses vào năm 1933, đảo ngược lệnh cấm của Cục Hải quan đối với cuốn sách Ulysses của James Joyce. ACLU chỉ đạt được những kết quả khác nhau trong những năm đầu, và mãi đến năm 1966, Tòa án tối cao cuối cùng mới làm rõ các luật chống khiêu dâm trong các vụ Roth v. Hoa Kỳ và Memoirs v. Massachusetts.
Các luật Comstock cấm phân phối thông tin giáo dục giới tính, dựa trên tiền đề rằng nó là bẩn thỉu và dẫn đến hành vi lăng nhăng .  Mary Ware Dennett bị phạt $ 300 trong năm 1928, vì phân phát một cuốn sách nhỏ có chứa tài liệu giáo dục giới tính. ACLU, dẫn đầu bởi Morris Ernst, chống lại bản án của bà và bản án bị hủy bỏ, trong đó thẩm phán Learned Hand phán quyết rằng mục đích chính của cuốn sách nhỏ là để "thúc đẩy sự hiểu biết".
Sự thành công khiến ACLU mở rộng các nỗ lực cho quyền tự do ngôn luận vượt qua lãnh vực lao động và phát biểu chính trị, để bao gồm phim ảnh, báo chí, đài phát thanh và văn học. ACLU thành lập Ủy ban Quốc gia về Tự do khỏi bị kiểm duyệt vào năm 1931 để phối hợp nỗ lực này. Đầu thập niên 1930, kiểm duyệt tại Hoa Kỳ đã giảm bớt.
Hai chiến thắng lớn trong năm 1930 củng cố chiến dịch ACLU để thúc đẩy tự do ngôn luận. Trong vụ án Stromberg v. California, quyết định vào năm 1931, Tòa án tối cao đứng về phía ACLU và khẳng định quyền của một đảng viên cộng sản chào một lá cờ cộng sản. Kết quả là lần đầu tiên Tòa án tối cao đã sử dụng Due Process Clause của tu chính hiến pháp thứ 14 bắt một tiểu bang tuân theo những yêu cầu của tu chính hiến pháp thứ 1. Trong vụ Near v. Minnesota, Tòa án tối cao phán quyết cùng năm, rằng các tiểu bang không thể quấy rầy và ngăn chặn không cho một tờ báo xuất bản, đơn giản chỉ vì tờ báo có tiếng là gây tai tiếng.

## Thập niên 1930
Cuối những năm 1930 có sự xuất hiện của một kỷ nguyên mới của sự khoan dung ở Hoa Kỳ. Các nhà lãnh đạo quốc gia hoan nghênh Tuyên ngôn Nhân quyền, đặc biệt là khi nó bảo vệ thiểu số, như là bản chất của chế độ dân chủ. Năm 1939 Tòa án tối cao ra quyết định trong vụ Hague v. Ủy ban cho Tổ chức Công nghiệp khẳng định quyền của những người cộng sản được cổ vũ cho chính nghĩa của họ. Ngay cả những thành phần bảo thủ, như American Bar Association bắt đầu vận động cho tự do dân sự, mà bấy lâu được coi là lãnh vực của các tổ chức thiên tả. Đến năm 1940, ACLU đã đạt được nhiều mục tiêu hoạch định trong thập niên 1920, và nhiều chính sách của nó là luật pháp về đất đai.

### Bành trướng
Năm 1929, sau chiến thắng Scopes và Dennett, Baldwin nhận ra có hỗ trợ lớn, chưa được khai thác cho các quyền tự do dân sự ở Hoa Kỳ. Baldwin đề xuất một chương trình mở rộng cho ACLU, tập trung vào sự tàn bạo của cảnh sát, quyền người Mỹ bản địa, quyền Mỹ gốc Phi, kiểm duyệt trong nghệ thuật, và các quyền tự do dân sự quốc tế. Hội đồng quản trị phê duyệt kế hoạch mở rộng Baldwin, ngoại trừ các nỗ lực quốc tế.
ACLU đóng một vai trò quan trọng trong việc thông qua Đạo luật 1932 Norris-La Guardia, một luật liên bang nào bị cấm doanh nhân ngăn ngừa nhân viên gia nhập công đoàn, và ngưng lại thông lệ cho đình công, công đoàn và các hoạt động tổ chức lao động là bất hợp pháp. ACLU cũng đóng một vai trò quan trọng trong việc khởi xướng một nỗ lực toàn quốc để giảm hành vi sai trái (buộc khai gian) trong sở cảnh sát, bằng việc xuất bản báo cáo các hành động vô luật lệ trong khi thi hành luật pháp vào năm 1931 dưới sự bảo trợ của Ủy ban Wickersham của Herbert Hoover  Năm 1934, ACLU đã vận động cho việc thông qua Đạo Luật Tái tổ chức Người Da Đỏ, nhằm phục hồi một số quyền tự chủ cho các bộ lạc người Mỹ bản địa, và thành lập những hình phạt cho việc bắt cóc trẻ em người Mỹ bản địa.
Mặc dù ACLU làm theo NAACP trong tranh cãi việc quảng bá tự do dân sự cho người Mỹ gốc Phi, ACLU đã tham gia vào các nỗ lực giáo dục, và xuất bản Tư pháp Đen năm 1931, một bài tường thuật ghi lại phân biệt chủng tộc của các cơ quan ở khắp miền Nam, bao gồm thiếu quyền biểu quyết, sự phân biệt chủng tộc, và phân biệt đối xử trong hệ thống tư pháp. Được tài trợ bởi Quỹ Garland, ACLU cũng tham gia trong việc hình thành bài tường thuật Margold gây nhiều ảnh hưởng, vạch ra một chiến lược để đấu tranh cho quyền công dân cho người da đen. Kế hoạch của ACLU là để chứng minh, các chính sách "riêng biệt nhưng bình đẳng" quản lý việc phân biệt đối xử miền Nam là bất hợp pháp vì người da đen không bao giờ, trên thực tế, được đối xử công bằng.

### Thời kỳ suy thoái và New Deal
Năm 1932 - mười hai năm sau khi ACLU được thành lập - nó đã đạt được thành công đáng kể; Tòa án tối cao đã chấp nhận các nguyên tắc tự do ngôn luận được hỗ trợ bởi ACLU, và công chúng đã hỗ trợ nhiều hơn về các quyền dân sự nói chung. Nhưng cuộc Đại khủng hoảng đưa tới các cuộc tấn công mới vào các quyền tự do dân sự; năm 1930 có một sự gia tăng lớn về số lượng các vụ truy tố về tự do ngôn luận, tăng gấp đôi số lượng các vụ xử tử mà không thông qua tòa án, và tất cả các cuộc họp của những người thất nghiệp bị cấm ở Philadelphia.
Chính quyền của Franklin D. Roosevelt đề xuất Chính sách New Deal nhằm đối phó với cuộc suy thoái. Lãnh đạo ACLU có các ý kiến trái chiều về New Deal, vì nhiều người cảm thấy rằng nó đại diện cho một sự gia tăng trong can thiệp chính phủ vào công việc cá nhân, và vì Cục Phục hồi Quốc gia đình chỉ đạo luật chống độc quyền. Roosevelt bản thân không quan tâm về các quyền dân sự, nhưng đã bổ nhiệm nhiều người ủng hộ tự do dân sự vào các vị trí chủ chốt, trong đó có Bộ trưởng Nội vụ Harold Ickes, một thành viên của ACLU.
Các chính sách kinh tế của các nhà lãnh đạo New Deal thường phù hợp với mục tiêu của ACLU, nhưng mục tiêu xã hội thì không. Đặc biệt, phim ảnh hứng chịu một loạt những pháp lệnh địa phương cấm chiếu, vì bị coi là vô đạo đức hoặc khiêu dâm. Ngay cả những bộ phim y tế công cộng miêu tả phụ nữ mang thai và sinh con đã bị cấm; ví dụ như vấn đề tạp chí Life phát hành ngày 11 tháng 4 năm 1938, trong đó bao gồm hình ảnh của quá trình sinh nở. ACLU đã chiến đấu chống lại những lệnh cấm này, nhưng không thắng được.
Giáo hội Công giáo càng ngày càng có nhiều ảnh hưởng chính trị trong những năm 1930, và sử dụng ảnh hưởng của mình để thúc đẩy kiểm duyệt phim ảnh, và ngăn cản công bố thông tin kiểm soát sinh đẻ. Cuộc xung đột này giữa ACLU và Giáo hội Công giáo dẫn đến sự từ chức của linh mục Công giáo cuối cùng từ giới lãnh đạo ACLU vào năm 1934; phía Công giáo từ đó không có một linh mục đại diện tại tổ chức này cho đến thập niên 1970.
ACLU không có quan điểm chính thức về kế hoạch cải tổ tòa án 1937 (court-packing plan) của tổng thống Franklin Delano Roosevelt, trong đó tổng thống có quyền đề cử thêm thẩm phán vào Tòa án tối cao, trừ khi Tòa án tối cao đảo ngược tiến trình của nó và bắt đầu phê duyệt luật New Deal. Tòa án tối cao trả lời bằng cách thay đổi lớn trong chính sách, và không còn áp dụng giới hạn hiến pháp nghiêm ngặt cho các chương trình của chính phủ, và cũng bắt đầu có một vai trò tích cực hơn trong việc bảo vệ các quyền tự do dân sự.
Quyết định đầu tiên đánh dấu hướng đi mới của tòa án là vụ "De Jonge v. Oregon", trong đó một người tổ chức công đoàn cộng sản bị bắt vì kêu gọi họp mặt để thảo luận về tổ chức công đoàn. Luật sư của ACLU Osmond Fraenkel, làm việc với tổ chức Lao động quốc tế, để bảo vệ De Jonge vào năm 1937, và đã giành được thắng lợi lớn khi Tòa án tối cao phán quyết rằng "Tập họp yên bình cho một cuộc thảo luận hợp pháp không thể buộc đó là một tội phạm."  Vụ De Jonge đánh dấu sự bắt đầu của một thời đại kéo dài hàng chục năm, trong đó những người được bổ nhiệm bởi Roosevelt (dẫn đầu bởi Hugo Black, William O. Douglas, và Frank Murphy) thành lập một cơ quan luật pháp tự do dân sự. Năm 1938, thẩm phán Harlan F. Stone viết "chú thích bốn" nổi tiếng về vụ "Hoa Kỳ v Công ty Sản phẩm Carolene", trong đó ông cho rằng pháp luật nhà nước gây cản trở cho tự do dân sự cần phải có biện minh thuyết phục.
Thượng nghị sĩ Robert F. Wagner đề xuất Đạo luật Quan hệ Lao động Quốc gia vào năm 1935, trong đó trao quyền công nhân thành lập công đoàn. Trớ trêu thay, ACLU, sau 15 năm đấu tranh cho quyền lợi công nhân, ban đầu phản đối dự luật này (sau này nó không giải thích quan điểm mình về dự luật) vì một số lãnh đạo ACLU sợ đạo luật sẽ trao cho chính phủ quá nhiều quyền lực. Hội đồng Quan hệ Lao động Quốc gia mới được thành lập (NLRB) đặt ra một tình thế khó xử cho ACLU, vì năm 1937 nó đã ban hành một lệnh cho Henry Ford, cấm Ford phổ biến văn học chống công đoàn. Một phần của các nhà lãnh đạo ACLU thường xuyên về phía giới lao động, và nhóm đó ủng hộ hành động của NLRB. Nhưng một phần khác của ACLU hỗ trợ quyền tự do ngôn luận của Ford. Lãnh tụ ACLU Arthur Hays Garfield đề xuất một thỏa hiệp (hỗ trợ công đoàn người lao động xe hơi, nhưng cũng ủng hộ quyền của Ford để bày tỏ ý kiến cá nhân), nhưng sự phân ly nhấn mạnh sự phân chia sâu sắc hơn mà sẽ trở nên nổi bật hơn trong những năm tới.
Việc hỗ trợ NLRB của ACLU là một sự phát triển lớn cho ACLU, vì nó đánh dấu lần đầu tiên ACLU chấp nhận rằng, một cơ quan chính phủ có thể có trách nhiệm bảo vệ các quyền tự do dân sự. Cho đến năm 1937, ACLU cảm thấy rằng các quyền dân sự được duy trì tốt nhất bởi các công dân và các tổ chức tư nhân.
Một số phe phái trong ACLU đề ra phương hướng mới cho tổ chức. Vào cuối những năm 1930, một số chi nhánh địa phương đề xuất chuyển đổi trọng tâm của họ từ các hành động chống án vì quyền tự do dân sự, để trở thành một hội trợ giúp pháp lý, tập trung vào các văn phòng mặt tiền trong các khu phố có thu nhập thấp. Các giám đốc ACLU từ chối đề nghị đó. Các thành viên ACLU khác muốn ACLU tập trung vào đấu trường chính trị, và họ sẵn sàng thỏa hiệp lý tưởng của họ để thỏa hiệp với các chính trị gia. Sáng kiến này cũng đã bị từ chối bởi các lãnh đạo ACLU.

### Nhân chứng Jehovah
Việc hỗ trợ các bị cáo của ACLU với những quan điểm không được quần chúng yêu chuộng, đôi khi cực đoan, đã sinh ra nhiều vụ án bước ngoặt và thành lập các quyền tự do dân sự mới. Một trong những bị cáo là các nhân chứng Jehovah, những người có dính líu tới một số lượng lớn các vụ án của Tòa án Tối cao. Các trường hợp được ACLU hỗ trợ bao gồm Lovell v. City of Griffin (không tuân theo một sắc lệnh thành phố yêu cầu xin giấy phép trước khi có thể phân phối "văn học của bất kỳ loại nào.");. Martin v Struthers (mà không tuân theo một lệnh cấm vận động từng nhà); và Cantwell v. Connecticut (đảo ngược một kết án một nhân chứng Giêhôva đã đọc bài phát biểu công kích tại một góc phố).
Các vụ án quan trọng nhất liên quan đến quy chế yêu cầu chào cờ. Nhân chứng Giêhôva cảm thấy chào cờ là trái với niềm tin tôn giáo của họ. Hai đứa trẻ bị kết án năm 1938 vì không chào cờ. ACLU hỗ trợ kháng cáo lên Tòa án tối cao, nhưng tòa án khẳng định bản án, vào năm 1940. Nhưng ba năm sau, trong vụ án Hội đồng Giáo dục Nhà nước Tây Virginia v. Barnette, tòa án tối cao lại thay đổi quan điểm của mình và đã viết "Nếu có bất kỳ ngôi sao cố định trong chòm sao hiến pháp của chúng ta, đó là không nhân viên nhà nước, chức vụ cao hay nhỏ, có thể quy định những gì được xem là chính thống trong chính trị, dân tộc, tôn giáo, hoặc các vấn đề khác về quan điểm hay buộc công dân thú nhận bằng lời nói hoặc hành động đức tin của họ trong đó ". Để nhấn mạnh quyết định của mình, Tòa án tối cao công bố nó trong "ngày Cờ" (Flag Day).